# ONE FC: Reign of Champions
ONE FC: Reign of Champions foi um evento de artes marciais mistas promovido pelo ONE Fighting Championship, ocorrido em 29 de agosto de 2014 no Dubai World Trade Center em Dubai, Emirados Árabes Unidos.

## Background
Esse evento marcou a primeira vez que o ONE FC visitou os Emirados e também o Oriente Médio. O evento também contou com três defesas de título, nos pesos Pena, Leve e Meio Médio.

## Resultados
^ a: Pelo Cinturão Peso Leve do ONE FC.

^ b: Pelo Cinturão Meio Médio do ONE FC.

^ c: Pelo Cinturão Peso Pena do ONE FC.

## Ligações Externas
1. ↑  a[›]
2. ↑  b[›]
3. ↑  c[›]